# Horst Grund
Horst Grund (Berlino, 29 luglio 1915 – Düsseldorf, 8 maggio 2001) è stato un fotografo tedesco.

## Biografia

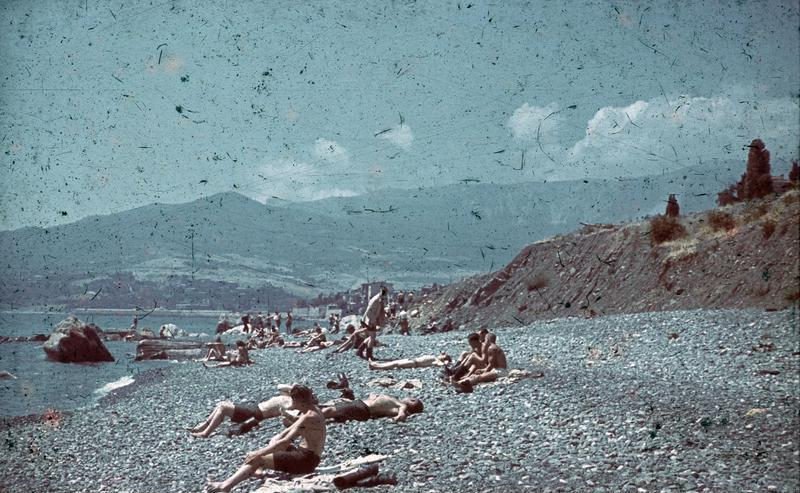
Crimea, Russia (1942)

Seguì studi tecnici alla Tobis und an der Reimannschule e lavorò nel cinema come cameraman fra il 1934 ed il 1937. Con l'entrata in guerra della Germania venne arruolato con il grado di tenente come corrispondente foto reporter per la marina nella Campagna di Polonia e di Francia. Fu insignito della Croce di Ferro. Nel 1941 venne trasferito in Romania e da lì durante il 1942 girò un video reportage di propaganda al seguito del Gruppo di armate D in Crimea e Russia nella Operazione Barbarossa. Importante fu la sua documentazione fotografica durante l'assedio di Sebastopoli.

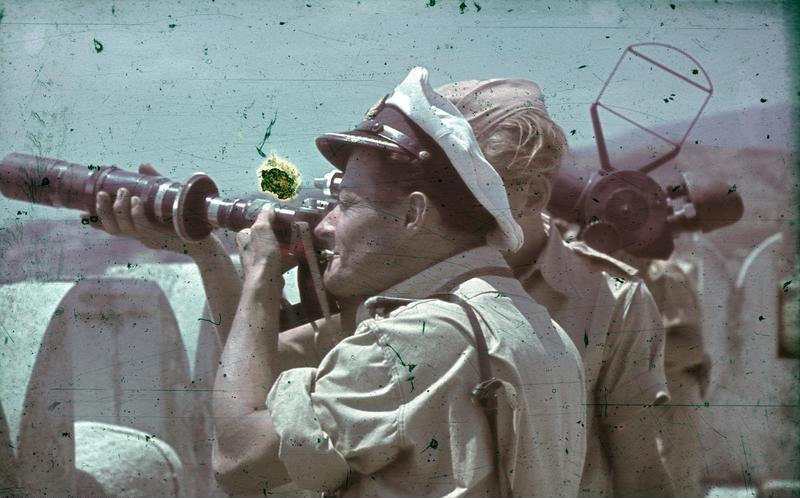
Messina (1943)

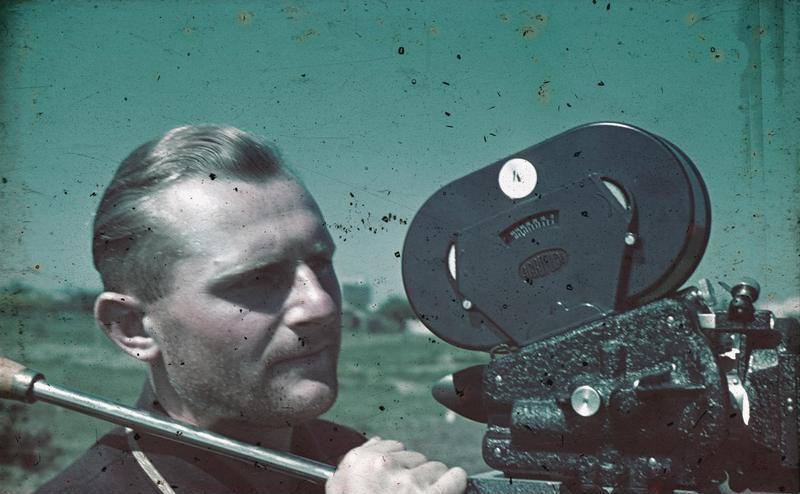
Horst Grund con una camera Arriflex, Costanza, 1941

Successivamente venne trasferito nel Mediterraneo. Filmò la ritirata delle truppe tedesche in Sicilia sullo Stretto di Messina, al termine della Sbarco in Sicilia usando la tecnica della "dual camera" ovvero una doppia fotocamera composta da una Askania Z e dalla Arriflex in parallelo.
Verso la fine della guerra effettuò speciali reportage sulle V1 (Fieseler Fi 103) e sulle piccole unità della marina.
Nella sua attività pur trovandosi spesso al centro delle azioni militari, quindi in situazioni di relativo pericolo, era solito concentrare i suoi lavori su apparecchiature piuttosto che persone evitando per quanto possibile le sofferenze delle vittime come invece ci si potrebbe aspettare da un reporter di guerra. Nonostante ciò dallo studio dei suoi lavori in tempo di guerra emerge un notevole realismo ed una forte testimonianza storica, accentuati dai toni tendenti all'azzurro verdastro dei negativi Agfa.
Nel dopoguerra lavorò come fotografo giornalista fra Amburgo e Dusseldorf, fra il 1950 ed il 1977 occupandosi di cronache, disastri, sport ed eventi politici ottenendo diversi riconoscimenti.

## Filmografia

### 1932–1937
- 1932 Der große Bluff mit Adele Sandrock
- 1932/1933 Choral von Leuthen
- 1934 Oberwachtmeister Schwenke
- 1934 Krach um Jolanthe
- 1935 Liselotte von der Pfalz
- 1935 Ich war Jack Mortimer
- 1935 Traumulus
- 1935 Der Ammenkönig. Das Tal des Lebens (2. Kameraassistent)
- 1935/1936 Wenn der Hahn kräht
- 1936/1937 Man spricht über Jacqueline
- 1937 Kapriolen
- 1937 Der Mustergatte
- 1937 Die Serenade

### 1941−1945

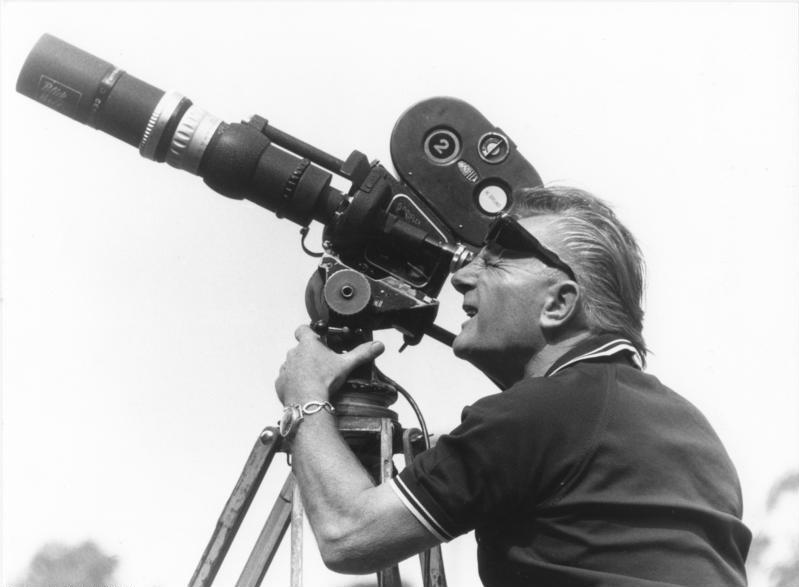
Horst Grund cameramen nel 1977 per Blick in die Welt

Diverse collaborazioni in film di guerra, accompagnati da sue realizzazioni, tra cui un certo numero di pellicole a colori.

### 1945−1977
- 1948/49 Gesucht wird Majora
- 1949 Madonna in Ketten
- 1951 Lernen von schnellen Leuten – Farbfilm mit v.Frankenberg
- 1958 Hinein! (Fußballweltmeisterschaft Schweden)
- 1988 Eye of the Dictator, documentario

Contributi a cinegiornali tedeschi nel dopoguerra dal 1952 al 1977 :
- 1957 Teheran – Adenauer Schah Soraja (Farbfilm am Pfauentrohn)
- 1957 1000 stdkm mit dem englischen Düsenjäger – Carte Blanche, NATO-Manöver
- 1957 Türkei – Staatsbesuch Bundespräsident Heuss
- 1958 Brüssel/Belgien – Weltausstellung
- 1959 Leichtathletik-Länderkampf in Moskau
- 1959 Fußballänderkampf in Budapest
- 1960 Marokko – Film für den Sultan und deutsche Kinos
- 1960 Marokko – Erdbeben 20.000 Tote
- 1960 Olympische Spiele Rom
- 1960 Weltmeisterschaft der Springreiter in Venedig
- 1960 Fußballqualifikationsspiel
- 1960 Athen, Griechenland – NATO-Fußball-Europameisterschaft
- 1961 England, Castle Martin – Panzerschießen der Bundeswehr
- 1962 Fußballweltmeisterschaft 1962 in Chile
- 1962 Rom – Konzil
- 1963 Kongo – Usumburi, Burundi, Entebbe mit der Bundeswehr
- 1963 Stockholm/Schweden – Fußballqualifikationsspiel
- 1964 IX. Olympische Winterspiele in Innsbruck
- 1968 Tunesien – Die goldene Leinwand (für Roy Black, J.C. Pascal)
- 1968 Spanien – Die goldene Leinwand (Mallorca, Tunis usw.)
- 1969 Ceylon, Thailand, Singapore – Deutsche Entwicklungshilfe
- 1969 USA Washington, New York – Kiesinger bei Nixon
- 1970 Tunesien – Brandt bei Bourgiba
- 1970 England London, Oxford – Brandt bei Wilson
- 1970 Texas – Brandt bei deutschen Truppen
- 1970 Cap Kennedy – Startschuss Apollo, Rakete Apollo 13
- 1970 11. bis 13. August 1970 – Filmaufnahmen mit Bundeskanzler Willy Brandt in Moskau anlässlich der Unterzeichnung des Deutsch-Sowjetischen Vertrages
- 1970 Moskau – 14 Tage Chemiemesse
- 1971 Afrikareise mit Außenminister Scheel – Farbfilm Nigeria, Kongo, Elfenbeinküste, Mauretanien
- 1971 Ostasien-Entwicklungshilfe (Thailand, Malaysia, Indonesien) – Deutsche Entwicklungshilfe
- 1972 XX. Olympische Sommerspiele in München 1972
- 1974 Fußballweltmeisterschaft in München